# Szlak Walk 7 Dywizji Piechoty
Szlak Walk 7 Dywizji Piechoty – znakowany zielony szlak turystyczny  na Wyżynie Krakowsko-Częstochowskiej. Rozpoczyna swój przebieg w Częstochowie na osiedlu Kręciwilk. Przebiega przez miejscowości Dębowiec, Choroń, Biskupice, Krasawa, Siedlec, Złoty Potok, a kończy w Janowie. Upamiętnia szlak bojowy 7 Dywizji Piechoty w czasie kampanii wrześniowej 1939.